# 北栄町
北栄町（ほくえいちょう）は、鳥取県の中部に位置する町である。東伯郡に属す。南部は倉吉市と接して中国山地に続く高地となっている一方、北部は日本海に面する東西約12.5キロメートルに及ぶ砂丘海岸となっている。

## 地理
町の中心あたりを流れる由良川と東端を流れる天神川があり、北条平野という三角州の低地になっている。海岸線には北条砂丘がある。日本海側気候で豪雪地帯となっている。

### 隣接している自治体
- 倉吉市
- 東伯郡 琴浦町、湯梨浜町

## 歴史・沿革
- 1719年（享保4年） - 鳥取藩が藩の倉庫と船着き場を設け、年貢米等の番所として開発し由良宿として栄えた。
- 1863年（文久3年） - 由良川河口部に由良台場（国の史跡）が築造され、計8門の大砲が設けられた。
- 2005年（平成17年）10月1日 - 北条町・大栄町が合併して北栄町が発足[2]。
- 2016年（平成28年）10月21日 - 鳥取県中部を震源とするM6.6の鳥取県中部地震が発生。北栄町では震度6弱を観測した[3]。

## 行政
- 町長：手嶋俊樹

## 経済

### 産業
- 主な産業　農業（西瓜・ラッキョウ・長芋・葡萄）

### 名物・特産品
- 北条ワイン（地元産の葡萄で造られる）

## 地域

### 人口
| |                                        |  |
| 北栄町と全国の年齢別人口分布（2005年） | 北栄町の年齢・男女別人口分布（2005年） |  |
| ■紫色 ― 北栄町 ■緑色 ― 日本全国 | ■青色 ― 男性 ■赤色 ― 女性              |  |
| 北栄町（に相当する地域）の人口の推移 \| 1970年（昭和45年） \| 14,491人 \| \| \| 1975年（昭和50年） \| 14,531人 \| \| \| 1980年（昭和55年） \| 15,772人 \| \| \| 1985年（昭和60年） \| 16,929人 \| \| \| 1990年（平成2年） \| 17,155人 \| \| \| 1995年（平成7年） \| 17,228人 \| \| \| 2000年（平成12年） \| 16,915人 \| \| \| 2005年（平成17年） \| 16,052人 \| \| \| 2010年（平成22年） \| 15,442人 \| \| \| 2015年（平成27年） \| 14,820人 \| \| \| 2020年（令和2年） \| 14,228人 \| \| |                                        |  |
| 総務省統計局 国勢調査より |                                        |  |
| 1970年（昭和45年） | 14,491人                               |  |
| 1975年（昭和50年） | 14,531人                               |  |
| 1980年（昭和55年） | 15,772人                               |  |
| 1985年（昭和60年） | 16,929人                               |  |
| 1990年（平成2年） | 17,155人                               |  |
| 1995年（平成7年） | 17,228人                               |  |
| 2000年（平成12年） | 16,915人                               |  |
| 2005年（平成17年） | 16,052人                               |  |
| 2010年（平成22年） | 15,442人                               |  |
| 2015年（平成27年） | 14,820人                               |  |
| 2020年（令和2年） | 14,228人                               |  |

### 地名
2005年10月1日の合併により、北栄町が発足した。このため、住所表記が以下の通り変更された。また、大字は表示しない。
- 「東伯郡××町△△」→「東伯郡北栄町△△」とする（「大字」があった場合は外す）。

-例-
- 鳥取県東伯郡北条町△△ → 鳥取県東伯郡北栄町△△
- 鳥取県東伯郡大栄町大字△△ → 鳥取県東伯郡北栄町△△

-例外-
- 鳥取県東伯郡北条町島 → 鳥取県東伯郡北栄町北条島
- 鳥取県東伯郡大栄町大字島 → 鳥取県東伯郡北栄町大島

### 教育
- 高等学校
  - 鳥取県立鳥取中央育英高等学校
- 中学校
  - 北栄町立北条中学校
  - 北栄町立大栄中学校
- 小学校
  - 北栄町立北条小学校
  - 北栄町立大栄小学校
- 認定こども園・保育所
  - 栄保育所
  - 北条こども園
  - 大誠こども園
  - 由良こども園
  - 大谷こども園
  - 北条みどりこども園

## 姉妹都市･提携都市

### 海外
友好都市
- 大肚区（中華民国 台中市）
  - 2010年（平成22年）7月27日 友好交流都市提携

### 国内
姉妹都市
- 湖南市（滋賀県）
  - 2011年（平成23年）3月28日 姉妹都市提携

## 交通

### 鉄道路線
- 中心となる駅：由良駅
- 西日本旅客鉄道（JR西日本）
  - 山陰本線：（倉吉市） - 下北条駅 - 由良駅 - （琴浦町）

### 路線バス
- 日本交通
- 日ノ丸自動車

### 道路
- 高速道路

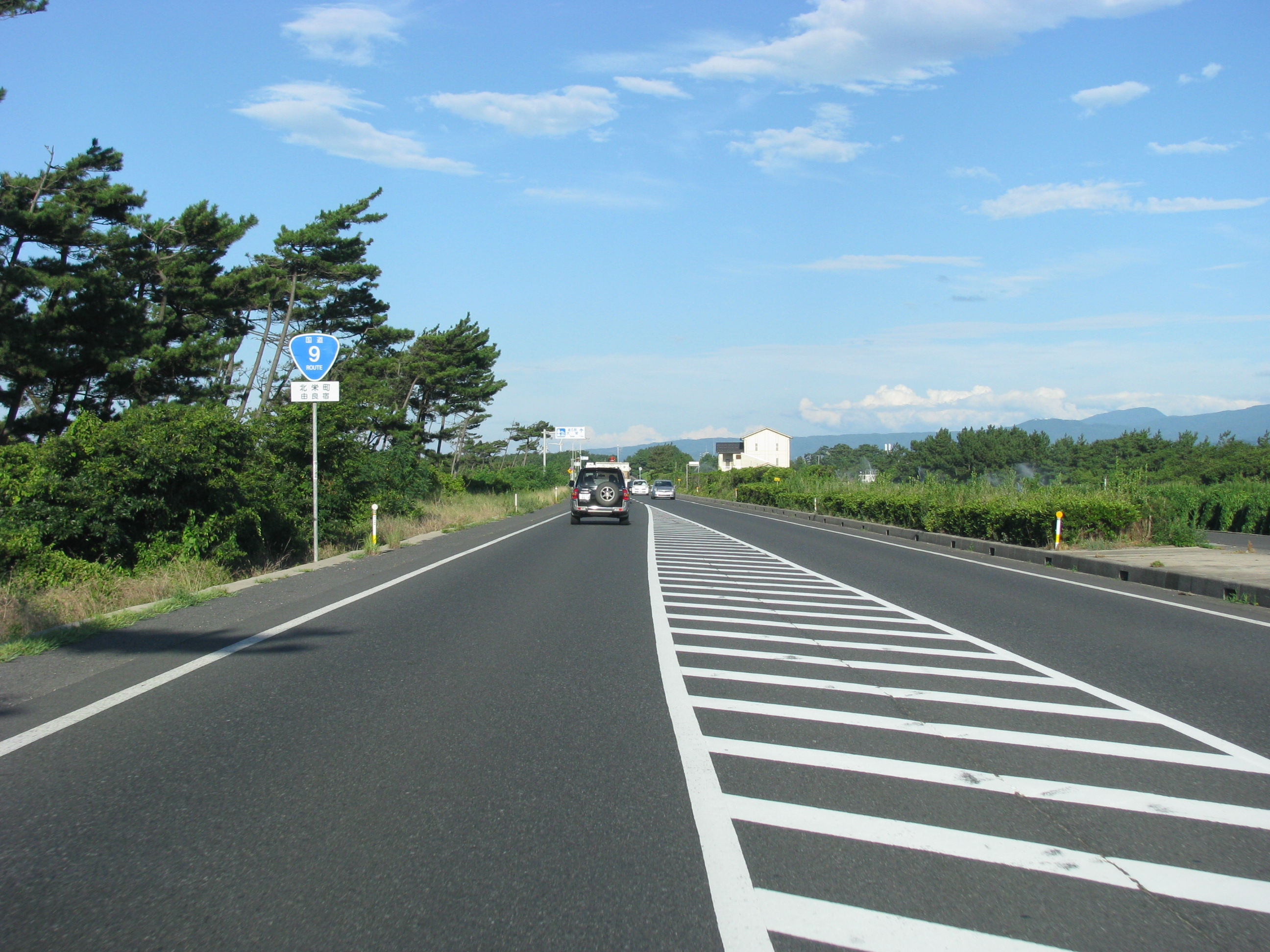
町内の東西を縦断する国道9号
由良宿で撮影

  - 北条倉吉道路：北条IC - 北栄IC - 北栄南IC
- 一般国道
  - 国道9号（北条バイパス）
  - 国道313号（愛称:ロマンチック街道313）
- 県道
  - 鳥取県道23号倉吉由良線
  - 鳥取県道50号東伯関金線
  - 鳥取県道151号倉吉東伯線
  - 鳥取県道161号倉吉江北線
  - 鳥取県道167号由良停車場線
  - 鳥取県道201号上井北条線
  - 鳥取県道202号津原穴沢線
  - 鳥取県道204号福永由良線
  - 鳥取県道249号清谷北条線
  - 鳥取県道250号亀谷北条線
  - 鳥取県道267号大栄赤碕線
  - 鳥取県道297号上大立大栄線
  - 鳥取県道320号羽合東伯線
  - 鳥取県道501号倉吉東郷自転車道線
  - 鳥取県道503号赤碕東郷自転車道線

## 情報通信

### 市外局番
市外局番は、0858（20～69）となっている。但し、天気予報は0859-177である。（市外局番0858の地域が鳥取県東部と中西部に複数存在するため。）
- 0858（20～69）エリア
  - 倉吉市・三朝町・湯梨浜町・琴浦町・北栄町・大山町（中山地区）
  - 由良電話交換所管轄（37、49（1、6、7千番台））
  - 北条電話交換所管轄（36、48（3千番台））
  - 倉吉電話交換所管轄（22～24、47（0、1、3、6～9千番台）、48（0千番台））

### 郵便番号
郵便番号は以下の通りとなっている。2006年10月16日、2019年10月15日の再編に伴い、変更された。
- 倉吉郵便局（倉吉市）：682-00xx、682-08xx、682-09xx、682-85xx、682-86xx、682-87xx、682-04xx、682-06xx、682-07xx、689-06xx、689-07xx、689-21xx、689-22xx
  - 倉吉市・湯梨浜町・北栄町の全域を担当する。
  - 2006年10月15日までは、682-04xxは関金郵便局、682-06xxは高城郵便局、682-07xxははわい郵便局、689-21xxは北条郵便局、689-22xxは由良郵便局の番号だった。
  - 2019年10月14日までは、689-06xxは泊郵便局、689-07xxは松崎郵便局の番号だった。

## 名所・旧跡・観光スポット・祭事・催事

コナン大橋のオブジェの一つ

漫画『名探偵コナン』（『週刊少年サンデー』連載・小学館刊）の作者である青山剛昌の出身地であり、町内には青山の記念館やコナンのオブジェがあるなど「コナンの里」構想での町おこしを行っている。住民票にはコナンの透かしが入っている。
- コナン通り
  - コナン駅（由良駅）
  - 観光案内所（北栄町図書館）
  - コナン大橋
  - 出会いの広場（巨大迷路）
  - ベイカー・ストリート（元コナン探偵社）
- 青山剛昌ふるさと館
- 道の駅大栄
- 道の駅ほうじょう（旧道の駅北条公園）
- 鳥取藩台場跡 - 国の史跡
- 歴史文化学習館
- レークサイド大栄
- 蜘ヶ家山山菜の里
- すいか・ながいも健康マラソン
- 元旦マラソン
- 北栄砂丘まつり（8月第3日曜日・第4日曜日のいずれか）

出会いの広場
ベイカー・ストリート（元コナン探偵社）
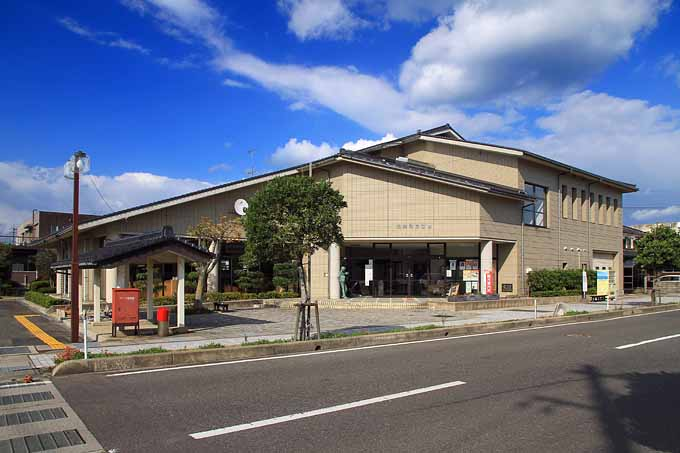
観光案内所（北栄町図書館）
北栄町図書館の工藤新一の像。旧大栄町が設置した。

## 出身人物・ゆかりの人物
- 豊田収（政治家）
- 豊田太蔵（教育者）
- 竹歳誠（官僚、元内閣官房副長官）
- 斎尾慶勝（軍事技術者、海軍技術中将、戦艦大和主砲の開発・設計に貢献）
- 田熊常吉（実業家、株式会社タクマ創業者、タクマ式ボイラー発明者、明治・大正期日本の十大発明家の一人）
- 岸田日出刀（建築家、東大安田講堂）
- 青山剛昌（漫画家）
- 前田寛治（洋画家）
- 手間本北栄（彩書家）
- 相生芳藏（元大相撲力士）
- 和田見里美（自転車競技者、北京オリンピック日本代表選手）
- 田中知史（漫才師、青山剛昌の従弟）
- 定常菜都子（日本海テレビアナウンサー）